# Mouvement pour l'égalité salariale
Le mouvement pour l'égalité salariale est un mouvement qui vise à mettre en lumière et à combattre les inégalités structurelles et économiques de salaires entre les femmes et les hommes. Lancé pour la première fois en 2016 par l'activiste féministe et docteure en économie Rebecca Amsellem, il se poursuit tous les ans et détermine à quelle date symbolique de l'année, les femmes commencent à travailler bénévolement à cause des inégalités de salaires.

## Méthode de calcul
Pour arriver à déterminer le jour à partir duquel les Françaises travaillent bénévolement le reste de l'année à cause la différence entre les salaires d'un homme et d'une femme, Rebecca Amsellem et Les Glorieuses opèrent le calcul suivant : 
Rebecca Amsellem part des inégalités des salaires calculées par l’organisme de statistiques de l’Union Européenne Eurostat (chiffre évoluant chaque année, mais restant aux alentours de 15%) qui représente « la différence moyenne de rémunération horaire brute entre les travailleurs de sexe féminin et masculin »,. Il faut ensuite adapter ce pourcentage au nombre de jours ouvrés par année, sur un format de journée de 8 heures, pour calculer le nombre symbolique de l'écart de salaire. 
Cet écart de rémunération cache d’autres inégalités : les femmes font davantage de tâches non payées comme les tâches domestiques. Le chiffre est éloquent puisque les hommes consacrent en moyenne 2 heures par jour pour les tâches domestiques contre 3,5 heures pour les femmes (Insee 2015). Par ailleurs, le calcul des écarts de rémunération ne prend pas en compte le recours au temps partiel : 30,4% des femmes contre 8% des hommes (Insee 2015).

## Dates symboliques

### 2016: 7 Novembre à 16h34
En 2016, 13,795 millions de femmes font partie de la population active en France, soit 48% du total (Insee 2015). Les femmes françaises représentent donc 52% de la population totale. En utilisant la méthode de calcul ci dessus, Rebecca Amsellem et Les Glorieuses adoptent ce rapport au nombre de jours ouvrés en 2016 (253), ce qui donne 38,203 jours ouvrés. Cette méthode permet d’arriver à la date du 7 novembre à 16h34 et 7,5 secondes.

### 2017: 3 Novembre à 11h44
À partir du 3 novembre à 11h44 (et 9 secondes), les femmes travaillent « bénévolement ». En étant payées 15,8% de moins que les hommes (Eurostat, 2017, The life of women and men in Europe: a statistical portrait), les femmes travaillent « gratuitement » pendant 39,7 jours ouvrés. En d’autres termes, s’il y avait une égalité des salaires en France, elles pourraient s’arrêter de travailler le vendredi 3 novembre 2017 à 11h44 et gagner autant sur l’année 2017.

### 2018: 6 Novembre à 15h35
Avec le même procédé de calcul des années précédentes et un chiffre d'Eurostat qui était de 15,2%, le chiffre de 2018 tombe sur le 6 Novembre 15h35.
Cette fois, l'étude prend une autre dimension, puisqu'elle est appuyée d'un sondage en partenariat avec l'IFOP et l'agence Mad and Women, et suivi d'une pétition à signer pour demander des actions concrètes de la part du gouvernement.  
Selon cette étude, « 73% des personnes interrogées pensent que le gouvernement n'agit aujourd'hui pas suffisamment pour résoudre les inégalités salariales entre les hommes et les femmes », dont 82% des femmes interrogées et 63% des hommes.